# Krung Luas
Krung Luas is een bestuurslaag in het regentschap Aceh Selatan van de provincie Atjeh, Indonesië. Krung Luas telt 1345 inwoners (volkstelling 2010).